# Saint-Germain-de-Grave
 Saint-Germain-de-Grave  là một xã thuộc tỉnh Gironde trong vùng Aquitaine tây nam nước Pháp. Xã này nằm ở khu vực có độ cao trung bình 107 mét trên mực nước biển.